# لمساعدة الشرقيين (أولاد ابراهيم الشرقيين)
لمساعدة الشرقيين هو دُوَّار يقع بجماعة بئر مزوي، إقليم خريبكة، جهة بني ملال خنيفرة في المملكة المغربية. ينتمي الدوّار لمشيخة أولاد إبراهيم الشرقيين التي تضم 4 دواوير. يقدر عدد سكانه بـ 516 نسمة حسب الإحصاء الرسمي للسكان والسكنى لسنة 2004.

## روابط خارجية
- البوابة الوطنية للجماعات الترابية نسخة محفوظة 12 مارس 2018 على موقع واي باك مشين.
- المندوبية السامية للتخطيط